# Campobello di Mazara
Campobello di Mazara (sicilià Campubbeddu) és un municipi italià, dins de la província de Trapani. L'any 2007 tenia 10.762 habitants. Limita amb els municipis de Castelvetrano i Mazara del Vallo. Es troba al costat de l'antiga Selinunt.

## Administració
| Període | Identitat   | Partit         |
| ------- | ----------- | -------------- |
| 2006-   | Ciro Caravà | Centreesquerra |